# Josef Pallas
Josef Pallas, född 23 januari 1974, är professor i företagsekonomi vid Uppsala universitet med inriktning mot organisering och styrning av offentliga verksamheter.

## Biografi
Pallas avlade ekonomie magisterexamen vid Lunds universitet 2000. Han disputerade 2007 vid Uppsala universitet med avhandlingen Talking Organizations: Corporate Media Work and Negotiations of Local Practice.
Efter disputationen har han innehaft flera akademiska positioner vid Uppsala universitet, inklusive lektor, docent och från 2017 professor i företagsekonomi. Han har även varit gästforskare vid University of Victoria, BC. (2016), Charles University i Prag (2019) och gästprofessor vid Högskolan i Borås (2024).

## Forskning
Josef Pallas är professor i företagsekonomi vid Uppsala universitet med inriktning mot organisering och styrning av offentliga verksamheter. Hans forskning fokuserar på hur idéer om styrning och organisering uppstår, sprids och får genomslag i praktiken, särskilt inom statliga myndigheter och den kommunala välfärdssektorn. Ett genomgående tema i hans arbete är hur sådana idéer påverkar både kommunikationen och den konkreta produktionen av välfärdstjänster.
En betydande del av Pallas forskning rör universitets- och högskolesektorn. Han intresserar sig för framväxten och konsekvenserna av administrativa och byråkratiska strukturer, samt hur dessa förändrar förutsättningarna för kollegial styrning och akademiskt arbete. Genom studier av styrformer som kvalitetsstyrning, resultatuppföljning och ledningsmodeller analyserar han hur kollegiala värden utmanas och omformas.
På senare år har Pallas även riktat sitt fokus mot välfärdsprofessioners arbete under kriser, som pandemier och andra samhällsstörningar. Här undersöker han hur professionell kunskap utvecklas och hur förmågan till omdömesbaserad, resilient och meningsfull yrkesutövning formas i pressade och osäkra situationer.
Hans forskning är teoretiskt förankrad i organisationsteori, institutionell teori och professionsforskning, med särskilt fokus på samspelet mellan styrning, professionell praktik och organisatorisk förändring i offentlig sektor.

## Utvalda publikationer
- Pallas, J., Czarniawska, B. & Raviola, E. (2025) Covid 19 stories from the Swedish Welfare State - Pandemicracy. Bristol: Bristol University Press.
- Eíriksdottír, L. & Pallas, J. (2024) Practicing uncertainty as resilience. Filosofia. 79(10), 1159-1173.
- Fredriksson, M. & Pallas, J. (2024) Not so logical after all – understanding media in the context of governmental agencies. Scandinavian Journal of Public Administration. 28(3), 21-39.
- Jernberg, S., Jonson & Pallas, J. (2024) The diminishing spaces for collegial work. Scandinavian Journal of Management. 41:1-10
- Arora-Jonsson, S., Blomgren, M., Pallas, J. & Wedlin, L. (2023) An ecology of ideas permeating science, higher education, and the university. Acta Universitatis Uppsaliensis, Studia Oeconomiae Negotiorum XX., Uppsala: Uppsala University Press.
- Pallas, J., Czarniawska, B. & Raviola, E. (2023). Att trolla med knäna - berättelser om pandemin och de människor som fått den svenska välfärden att fortsätta fungera. Stockholm: Atlas/ArenaIdé.
- Pallas, J., Edlund, P., Grünberg, J. & Raviola, E. (2023) Producing and Sustaining Field-Configuring Events: The Role of Prizes in a Swedish Book Fair. Culture & Organization. 30(1), 47-64.
- Eriksson-Zetterquist, U. & Pallas, J. (2023) Bureaucracy under press: New(s) management practices in central government agencies. European Management Journal. 42(3), 295-304.
- Pallas, J. & Jernberg, S. (2022) Under the press(ure)? The role of media in organization and provision of municipal elderly care. Scandinavian Journal of Public Administration. 26(2), 67-88.
- Pallas, J. & Fredriksson, M. (2021) Mediespökets betydelse för styrning, organisering och ledning av äldreomsorgen. Organisation & Samhälle - Svensk företagsekonomisk tidskrift.  34-39.
- Ustad Figenschou, T., Fredriksson, M., Pallas, J. & Houlberg Salomonsen, H. (2020) Under the influence of politics: Mediatization and political-administrative systems in Scandinavia. Nordic Journal of Media Studies. 2(1), 85-96.